# Juli Valeri Polemi
Juli Valeri Polemi (llatí: Julius Valerius) és el nom que porten els manuscrits del traductor al llatí de les Res Gestae Alexandri Macedonis, una obra pseudobiogràfica d'Alexandre el Gran en grec que uns atribueixen a cert Esop (que per raons cronològiques és diferent de l'Isop autor de faules) i altres a Cal·lístenes, i que generalment és anomenat Pseudo-Cal·lístenes.
No hi ha cap informació sobre la identitat de Juli Valeri entre els autors antics. Atès que esmenta el Temple de Serapis, eliminat per orde de Teodosi l'any 389, hom el considera anterior a aquesta data, però generalment dins el mateix segle iv, atès que l'original grec es considera no anterior al segle ii. L'estil és viu i atractiu i ofereix moltes dades sobre Egipte i Alexandria, ciutat de la qual segurament era nadiu.